# 張岱楨
張岱楨（英語：Cheung Doi-ching，1967年5月10日—），香港公務員，現任香港駐經濟貿易辦事處處長，曾擔任荃灣民政事務專員。他早年在纽约布鲁克林区的聖方濟學院取得理學學士學位。他在1993年7月加入港英政府任職政務主任，獲安排於工業署工作。及後，他在不同部門及決策局任職，當中曾外放至香港駐布魯塞爾經濟貿易辦事處。他在2009年4月3日接替劉陳淑珍出任荃灣民政事務專員，並在同日獲任命為官守太平紳士，至2012年5月13日後卸任專員及太平紳士，由葉錦菁接替。他在2020年代初任職環境及生態局首席助理秘書長，負責可持续发展政策，任內曾提出於將軍澳近清水灣半島一帶填海建設引入內地電力的設施，以提升香港的核電比率至六成。他在2025年4月22日起出任香港駐三藩市經濟貿易辦事處處長。